# Associação Bancários da Bahia
Associação Bancários da Bahia (ABB) é um clube brasileiro de futebol da cidade de Salvador, capital do estado da Bahia. Suas cores são azul e branco.

## História
A ABB foi fundada no dia 6 de setembro de 1976. Até 1987, disputou a 1a. divisão do futebol baiano, ano em que caiu para a 2a. divisão estadual.
De lá prá cá, nunca parou suas atividades tendo disputado as competições nas categorias de base promovidas pela Federação Bahiana de Futebol. Sagrou-se campeã do Campeonato Baiano de Futebol, categoria juniores da 2a. divisão nos anos de 1993 - 1994e 2007
A ABB desenvolve as suas atividades no Sesi—Simões Filho, onde mantém, em parceria com o Sesi, uma escolinha de futebol, além das atividades de suas categorias infantil, juvenil e júnior.
Alguns atletas formados em suas divisões de base, encontram-se sob parceria em algumas equipes do futebol brasileiro, tais como o zagueiro John, nascido em 1990 e repassado para o Vitória; o meia-atacante Sebá, nascido em 1992, atualmente encontra-se no Olympiacos; o goleiro Israel e o zagueiro Júlio Cesar, ambos nascidos em 1988, encontram-se na Seleção de Itamaraju; o zagueiro Alan Dias, nascido em 1991, e o meia-atacante Leandro, nascido em 1992; além de vários outros atletas que foram encaminhados para outros clubes, a exemplo do também zagueiro Anderson Sales, nascido em 1990, que também defendeu as categorias de base do Vitória.

## Títulos
- Campeonato Baiano - 2.ª Divisão: 2 (1977, 1984)
- Campeonato Baiano - Junior: 3 (1993, 1994, 2007)